# BMT Fulton Street Line

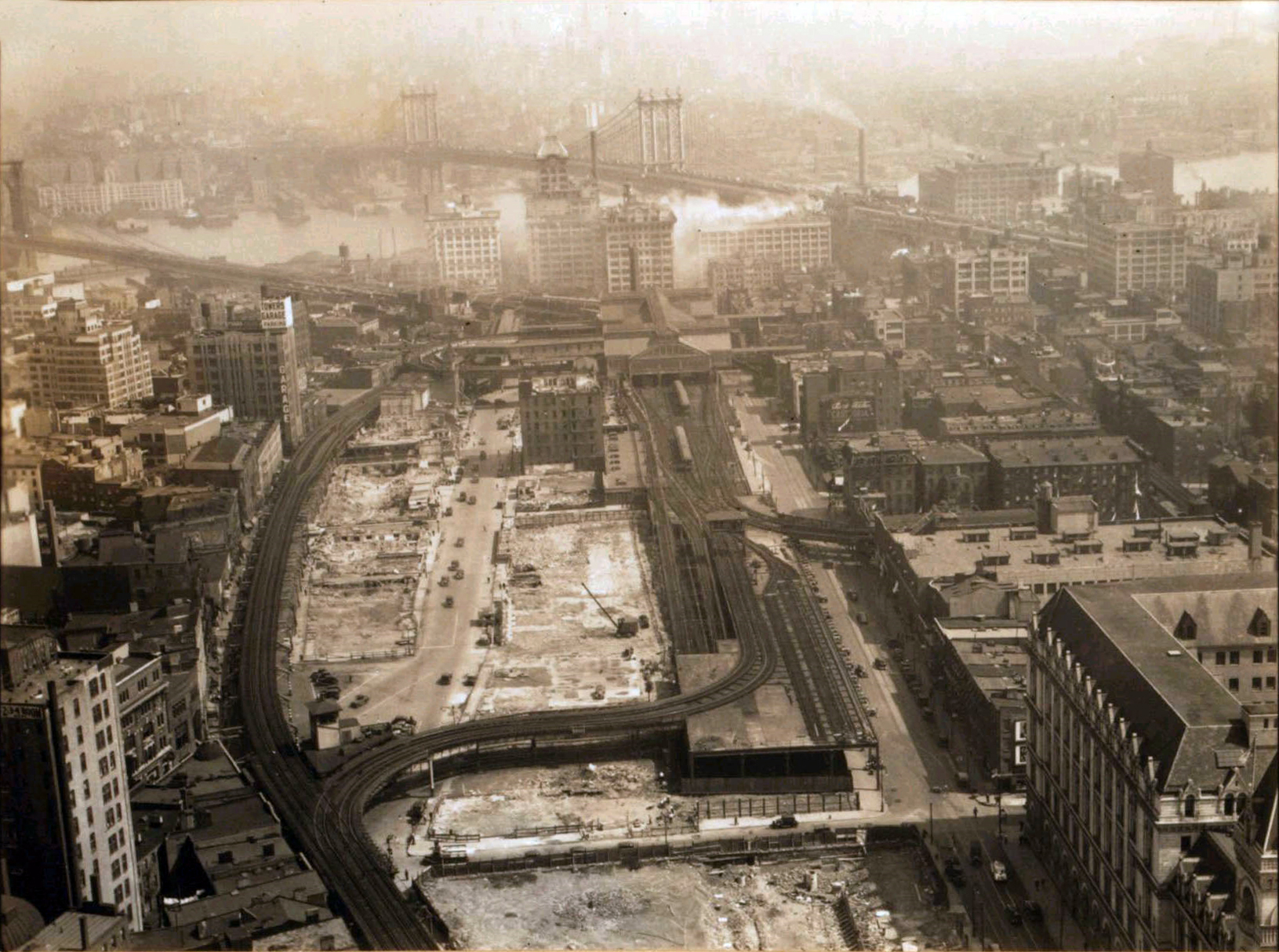
Pont de Brooklyn en 1936

La BMT Fulton Street Line, aussi connue sous le nom de Fulton Street Elevated ou Kings County Line était une ligne ferroviaire aérienne de la ville de New York, desservant principalement l'arrondissement de Brooklyn. 

## Histoire
Elle fut exploitée par la Brooklyn Rapid Transit Company (BRT), devenue Brooklyn-Manhattan Transit Corporation (BMT) en 1923. Elle circulait au-dessus de Fulton Street, entre le quartier de Fulton Ferry à Downtown Brooklyn, puis vers l'est en direction de East New York, le sud au-dessus de Van Sinderen Avenue (pour les trains allant vers le sud) et Snediker Avenue (pour ceux allant vers le nord), l'est sur Pitkin Avenue, à nouveau le nord sur Euclid Avenue, puis l'est au-dessus de Liberty Avenue jusqu'à Ozone Park dans le Queens. Alors que la section de la ligne située à Brooklyn a été détruite, la majeure partie des infrastructures situées dans le Queens ont été rattachées au métro de New York, et font aujourd'hui partie de l'IND Fulton Street Line, ligne principalement souterraine qui a remplacé une partie des lignes aériennes de Brooklyn. En outre, la ligne constituait la section principale du Kings County Elevated Railway, dont les premières sections furent ouvertes en 1888.